# Levon Helm
Levon Helm, właśc. Mark Lavon Helm (ur. 26 maja 1940 w Marvell, stan Arkansas, zm. 19 kwietnia 2012 w Nowym Jorku) – amerykański muzyk rockowy, multiinstrumentalista i wokalista. Najbardziej znany z gry na perkusji w grupie The Band.
Pochodzący z farmerskiej rodziny, był początkowo zainteresowany muzyką country. Jako nastolatek próbował szczęścia jako gitarzysta w szeregu lokalnych zespołów. Później jednak zmienił instrument na perkusję. Po tym jak zobaczył na żywo koncert Elvisa Presleya zmienił zainteresowania i zaczął grać rock and rolla. Przeniósł się do Memphis, rodzinnego miasta Elvisa, by być bliżej centrum tej muzyki. Tam też poznał swego krajana, Ronniego Hawkinsa, który odkrył jego talent i włączył go do swej grupy The Hawks, składającej się w większości z kanadyjskich muzyków. Grupa po odłączeniu się od Hawkinsa zmieniła nazwę na The Band i związała się z Bobem Dylanem, by potem nagrywać własną muzykę. Po rozwiązaniu grupy Helm zaangażowany był w szereg projektów muzycznych, także solowych. Wziął też udział w krótkotrwałym reaktywowaniu The Band.
W 2007 roku muzyk został sklasyfikowany na 25. miejscu listy 50 najlepszych perkusistów rockowych według Stylus Magazine.
Artysta przez 10 lat zmagał się z rakiem gardła. 17 kwietnia 2012 roku żona i córka Helma poinformowały na jego oficjalnej stronie, że jest "w końcowym stadium walki z rakiem" i podziękowały fanom, prosząc o modlitwy. Helm zmarł 19 kwietnia w Memorial Sloan-Kettering Cancer Center w Nowym Jorku.

## Dyskografia
- Levon Helm & the RCO All-Stars (1977)
- Levon Helm (1978)
- American Son (1980)
- Levon Helm (1982)
- Souvenir, Vol. 1 Breeze Hill (2000)
- Midnight Ramble Sessions Volume I (2005)
- Midnight Ramble Sessions Volume II (2005)
- Levon Helm & the RCO All Stars Live (2006)
- Dirt Farmer (2007)
- Electric Dirt (2009)
- Ramble At The Ryman (2011)